# Resolutie 672 Veiligheidsraad Verenigde Naties
Resolutie 672 van de Veiligheidsraad van de Verenigde Naties werd unaniem aangenomen op 12 oktober 1990. De Veiligheidsraad veroordeelde het geweld dat de Israëlische politie had gebruikt tijdens de rellen op de Tempelberg in Jeruzalem, waardoor zo'n twintig Palestijnen om het leven waren gekomen.

## Achtergrond
Tijdens de Zesdaagse Oorlog bezette Israël verschillende stukken grondgebied van zijn tegenstanders, waarvan het een deel annexeerde. Rond de jaarwisseling van 1988 brak geweld uit in de Gazastrook en de Westelijke Jordaanoever.
Op 8 oktober 1990 was de Tempelberg in Jeruzalem het toneel van een incident tussen Joden en Palestijnen, waarbij zo'n twintig Palestijnen om het leven kwamen. Secretaris-generaal Javier Pérez de Cuéllar stuurde een missie ter plaatse om de gebeurtenissen te onderzoeken.

## Inhoud
De Veiligheidsraad:
- Herinnert aan de resoluties 476 en 478.
- Bevestigt dat een blijvende oplossing voor het Arabisch-Israëlisch conflict moet gebaseerd zijn op de resoluties 242 en 338 via een onderhandelingsproces.
- Houdt rekening met de verklaring van de secretaris-generaal over zijn missie naar de regio.

1. Gealarmeerd door het geweld op de Tempelberg en andere heilige plaatsen in Jeruzalem op 8 oktober waarbij meer dan 20 Palestijnen omkwamen en 150 gewond raakten.
2. Veroordeelt specifiek het geweld van de Israëlische veiligheidsdiensten met doden tot gevolg.
3. Roept bezetter Israël op de Vierde Geneefse Conventie, die van toepassing is op alle bezette gebieden, na te leven.
4. Vraagt de secretaris-generaal voor eind oktober te rapporteren over de bevindingen van zijn missie.

Lijst ·  647 ·  648 ·  649 ·  650 ·  651 ·  652 ·  653 ·  654 ·  655 ·  656 ·  657 ·  658 ·  659 ·  660 ·  661 ·  662 ·  663 ·  664 ·  665 ·  666 ·  667 ·  668 ·  669 ·  670 ·  671 ·  672 ·  673 ·  674 ·  675 ·  676 ·  677 ·  678 ·  679 ·  680 ·  681 ·  682 ·  683